# Dmitrij Lewicki (prawnik)
Dmitrij Aleksandrowicz Lewicki, ros. Дмитрий Александрович Левицкий (ur. 17 lutego 1907 w Rydze, wówczas Cesarstwo Rosyjskie, obecnie Łotwa, zm. 9 stycznia 2007 w Arlington, USA) – rosyjski emigracyjny prawnik, publicysta i działacz polityczny, sekretarz głównego zarządu organizacyjnego Komitetu Wyzwolenia Narodów Rosji pod koniec II wojny światowej.
W 1935 r. ukończył prawo na uniwersytecie w Rydze, po czym pracował jako prawnik w administracji. Był zastępcą przewodniczącego rosyjskiego komitetu w Rydze. Jednocześnie należał do Narodowego Związku Pracujących (NTS) jako jego przedstawiciel w krajach bałtyckich (do marca 1944). W okresie II wojny światowej podjął współpracę z Niemcami. W 1943 r., po wizycie gen. Andrieja A. Własowa w Rydze, przystąpił do Rosyjskiego Ruchu Wyzwoleńczego. Od końca 1944 r. był sekretarzem głównego zarządu organizacyjnego Komitetu Wyzwolenia Narodów Rosji. Po zakończeniu wojny wyemigrował do USA. Mieszkał w Waszyngtonie, a następnie w Arlington. W 1969 r. ukończył slawistykę na Uniwersytecie Pensylwanii.